# Estrada da Circunvalação de Lisboa

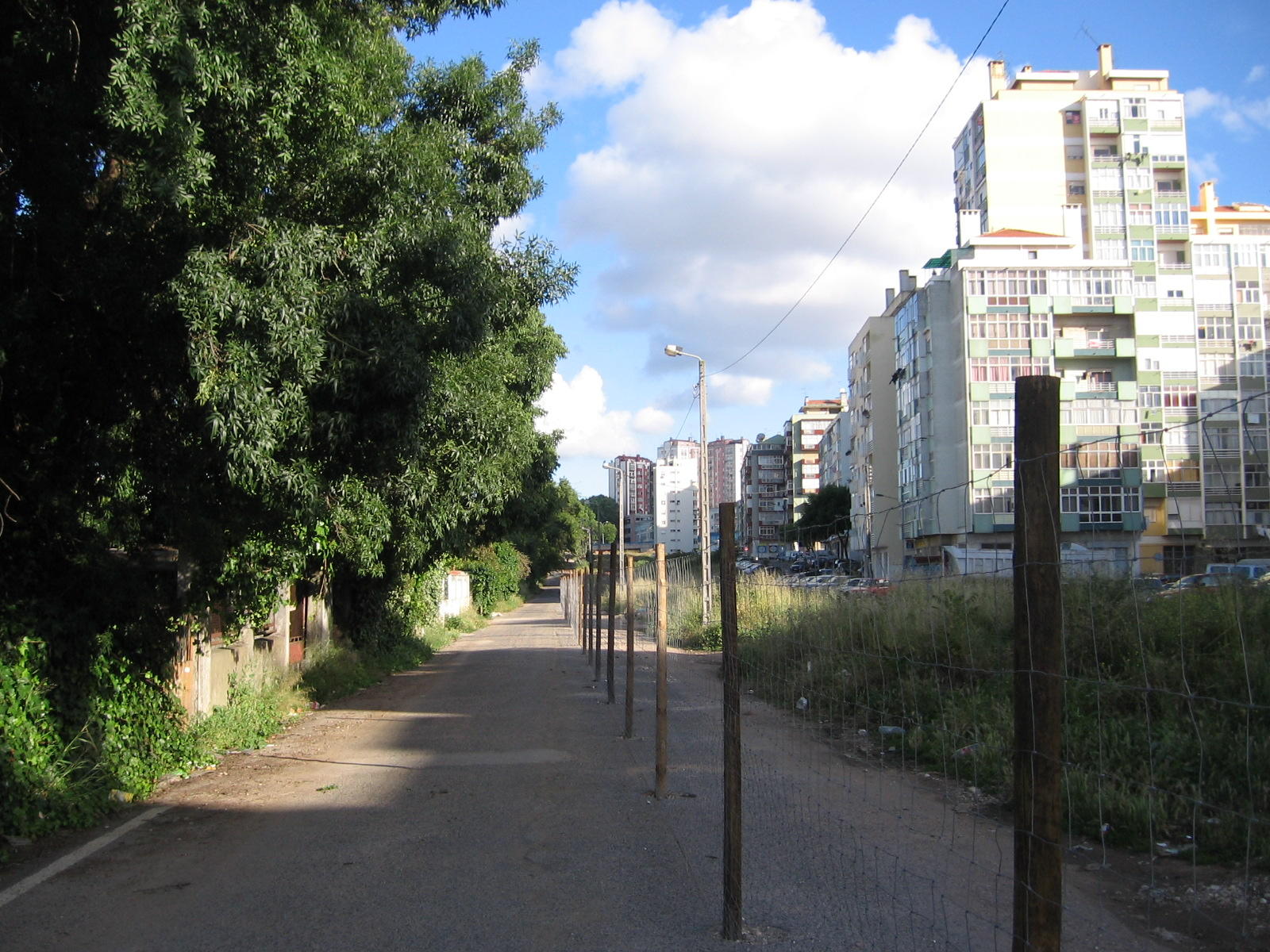
Troço abandonado entre a Damaia e o Bairro de Santa Cruz, antes do início da construção da CRIL.

O nome "Estrada da Circunvalação" designou sucessivamente no século XIX duas estradas correspondentes aos limites do município de Lisboa.
Em 1852, uma estrada assim designada circundava os limites da cidade de Lisboa, começando em Alcântara, na zona da Triste-Feia, subindo a Rua Maria Pia, Rua do Arco do Carvalhão, e passando por São Sebastião da Pedreira na zona da Rua Marquês de Fronteira. Atravessava ainda a zona das Avenidas Novas, troço destruído pela criação das mesmas, pela zona da Avenida Duque de Ávila/Saldanha, e descia outra vez pela Rua Visconde de Santarém, Rua Morais Soares e Avenida Afonso III.
Em 1886, com a expansão do município de Lisboa, foi criada uma nova Estrada da Circunvalação que definiu o actual limite geográfico do concelho de Lisboa, desde Algés (Portas de Algés), ao longo de Monsanto, pelas Portas de Benfica, Camarate, até descer novamente até ao Tejo na zona do actual Parque das Nações. Esta Estrada da Circunvalação, por sua vez, agrupava a Estrada da Circunvalação Fiscal - que ligava Algés a Benfica, limitando o concelho de Lisboa a ocidente - e o lanço de Benfica a Sacavém da Estrada Militar - que interligava as fortificações do Campo Entrincheirado de Lisboa.
Esta última Estrada da Circunvalação é uma via que, fisicamente já quase desapareceu, com vários dos seus troços incorporados ou substituídos em outras vias mais modernas, tais como a CRIL/IC-17 no lado ocidental.

## História
A importância desta estrada na delimitação dos limites administrativos, fiscais e territoriais do concelho de Lisboa é bem patente em vários decretos na segunda metade do século XIX, o que indica a existência de um caminho anterior importante.
Em 1885 é extinto o concelho de Belém (artigo 226.º da Lei de 18 de Julho) e o limite geográfico de Lisboa, até então localizado no Vale de Alcântara, avança para oeste, até Algés. Lisboa passa a ocupar toda a zona ribeirinha, de Sacavém até à Ribeira de Algés. Benfica será dividido, com a parte interior à Estrada da Circunvalação integrada em Lisboa e a parte exterior em Oeiras.
No ano seguinte, o Decreto de 22 de julho de 1886, reformula as fronteiras de Lisboa para o interior, como se pode ler no seu artigo 1.º: "O município de Lisboa será limitado desde Algés até Benfica pela estrada de circunvalação fiscal, e desde Benfica até Sacavém pela estrada militar ou qualquer variante que nesta se faça para facilitar o serviço fiscal."
Uma nova estrada começa a ser construída em 1886, mas só ficará concluída em Novembro de 1903. Alcatroada em meados do século XX, mantém o seu percurso sinuoso e estreito até meados de 1992, quando se iniciam os trabalhos do IC17/CRIL, que em grande parte da sua extensão tem um traçado quase coincidente com o da antiga estrada.